# A Wonderful World (Zucchero Fornaciari)
A Wonderful World è un singolo del cantante italiano Zucchero Fornaciari, pubblicato nel 1989 dall'album Oro, incenso e birra e ripubblicato con il titolo Wonderful World nel 1991 insieme ad Eric Clapton dalla raccolta Zucchero del 1990. Tale versione sarà ripubblicata nella raccolta del 2004 Zu & Co..

## Descrizione
Il testo e la musica del brano sono stati scritti interamente da Zucchero Fornaciari. Già nell'edizione originale al tema alla chitarra aveva lavorato il bluesman inglese Eric Clapton.

## Tracce
Testi e musiche di Zucchero, eccetto dove diversamente indicato.

### Vinile
A Wonderful World
- COD: Polydor 837 400-7 (1989)

Lato A
1. A Wonderful World – 4:33

Lato B
1. Senza una donna – 4:26

Wonderful World (ft. Eric Clapton)
- COD: London Records 867 282-7

- COD: LON 300

Lato A
1. Wonderful World (feat. Eric Clapton) – 4:33 (testo: Zucchero, F. Musker)

Lato B
1. Senza una donna – 4:26

- COD: London Records 867 460-7

Lato A
1. Wonderful World (feat. Eric Clapton) – 4:33 (testo: Zucchero, F. Musker)

Lato B
1. Non ti sopporto più – 4:38

- COD: London Records 867 283-1

- COD: LONX 300

Lato A
1. Wonderful World (feat. Eric Clapton) – 4:33 (testo: Zucchero, F. Musker)
2. Senza una donna – 4:26

Lato B
1. Con le mani – 4:42 (testo: Gino Paoli)
2. Non ti sopporto più – 4:38

### CD singolo
Wonderful World (ft. Eric Clapton)
- COD: London Records 867 460-2

1. Wonderful World (feat. Eric Clapton) – 4:33 (testo: Zucchero, F. Musker)
2. Non ti sopporto più – 4:38

### CD Maxi
Wonderful World (ft. Eric Clapton)
- COD: London Records 867 283-2

- COD: LONCD 300

1. Wonderful World (feat. Eric Clapton) (Radio Edit) – 4:35 (testo: Zucchero, F. Musker)
2. Wonderful World (feat. Eric Clapton) (Full Length Version) – 4:34 (testo: Zucchero, F. Musker)
3. Senza una donna – 4:28
4. Con le mani – 4:44 (testo: Gino Paoli)

## Classifiche
| Classifica (1991) | Posizione massima |
| ----------------- | ----------------- |
| Belgio            | 23                |
| Svizzera          | 17                |
| Paesi Bassi       | 42                |
| Germania          | 71                |
| Regno Unito       | 89                |